# Cegłowo
Cegłowo – osada w Polsce położona w województwie warmińsko-mazurskim, w powiecie olsztyńskim, w gminie Gietrzwałd. W latach 1975–1998 miejscowość administracyjnie należała do województwa olsztyńskiego.
Osada  warmińska położona na południowy zachód od Olsztyna, przy linii kolejowej Olsztyn – Ostróda.

## Historia
Wieś lokowana w 1348 r., na 14 włókach na prawie chełmińskich, w pruskim terytorium Gudikus, w pobliżu jeziora Marong (obecnie Marąg) i Jeziora Wulpińskiego. Wieś założono pod nazwą Hermsdorf.